# Vermilion (Alberta)
Vermilion ist eine Kleinstadt (englisch Town) im Osten des kanadischen Zentral-Alberta und ist umgeben vom County of Vermilion River.

## Geografie
Vermilion liegt rund 175 Kilometer südöstlich von Edmonton, der Hauptstadt von Alberta sowie 55 Kilometer westlich von Lloydminster. Die Verbindungsstraßen Alberta Highway 16 (Yellowhead Highway) und Alberta Highway 41 kreuzen sich im Zentrum von Vermilion. Am Nordrand fließt der Vermilion River, der hier auch den Vermilion Provincial Park durchquert.

## Geschichte
Der Name Vermilion bezeichnet im englischen Sprachgebrauch die aus gemahlenem Cinnabarit hergestellte Farbe Zinnoberrot. Dieses Mineral ist häufig im Flussbett sowie an den Ufern des Vermilion Rivers zu finden und verleiht diesen Landschaftsabschnitten eine rötliche Farbe. Fluss und Ort wurden deshalb in Anlehnung an diesen Farbstoff mit den Namen Vermilion River bzw. Vermilion versehen. Erste Siedler ließen sich im Jahr 1902 in der Gegend nieder. Nach dem Anschluss an eine Eisenbahnlinie 1905 wuchs die Einwohnerzahl weiter an. Vermilion erhielt 1906 zunächst den Status Village und im gleichen Jahr etwas später den Status Town. Eine Fabrik zur Herstellung von Ziegelsteinen war bis 1914 der Hauptarbeitgeber. Ein verheerendes Feuer zerstörte im Jahr 1918 einen Großteil der Wohn- und Geschäftshäuser. Mit dem Fund von Erdöl in der Nähe begann ab 1937 eine neue Blütezeit im Zusammenhang mit der Förderung dieses Produkts. Nach dem Zweiten Weltkrieg war die Ölförderung rückläufig, da andere Fundstellen günstigere Förderbedingungen besaßen. Heute sind die Landwirtschaft und der Tourismus die Hauptlebensgrundlage der Einwohner.

## Demographie
Der Zensus im Jahr 2021 ergab für die Kleinstadt eine Bevölkerung von 3948 Einwohnern, nachdem der Zensus im Jahr 2016 für die Gemeinde noch eine Bevölkerung von 4084 Einwohnern ergeben hatte. Die Bevölkerung hat damit im Vergleich zum letzten Zensus im Jahr 2016 entgegen dem Trend in der Provinz um 3,3 % abgenommen, während der Provinzdurchschnitt bei einer Bevölkerungszunahme von 4,8 % lag. Im letzten Zensuszeitraum von 2011 bis 2016 hatte die Bevölkerung noch unterdurchschnittlich um 3,9 % zugenommen, bei einer durchschnittlichen Bevölkerungszunahme von 5,6 % in der Provinz. Der Zensus im Jahr 2011 ergab für die Kleinstadt eine Bevölkerung von 3930 Einwohnern und damit eine Bevölkerungsabnahme von 2,6 % zum Jahr 2006, während die Bevölkerung in der gesamten Provinz gleichzeitig um 10,8 % anwuchs.
Im Rahmen des „Census 2021“ wurde für die Gemeinde ein Medianalter von 40,8 Jahren ermittelt. Das Medianalter der Provinz lag 2021 bei nur 38,4 Jahren. Das örtliche Durchschnittsalter lag bei 42,3 Jahren, bzw. bei 39,0 Jahren in der Provinz. Beim „Census 2016“ wurde für die Gemeinde noch ein Medianalter von 38,2 Jahren ermittelt und für die Provinz von 36,7 Jahren bzw. das Durchschnittsalter 40,9 Jahren und 37,8 Jahren in der Provinz.

## Söhne und Töchter der Stadt
- Bill Flett (1943–1999), Eishockeyspieler
- Beckie Scott (* 1974), Skilangläuferin, wuchs in Vermilion auf
- Jeff Woywitka (* 1983), Eishockeyspieler
- Alsion Jackson (* 1988), Radrennfahrerin